# Max Valentiner
Christian August Max Ahlmann Valentiner (Tønder, 15 décembre 1883 – Sønderborg, 9 juillet 1949), est un officier de marine de la marine impériale allemande et commandant de sous-marin.

## Biographie

### Enfance
Né à Tønder, il est le fils aîné d'Otto Friedrich Valentiner et de Mathilde Julie Valentiner. Il a deux sœurs et un frère. La première sœur mourut tôt. En 1882, sa famille déménage à Ketting (de) dans la région de Als où le père a obtenu un travail en tant que diacre. Cela dura seulement deux ans. Ils déménagèrent ensuite à Sønderborg. Max Valentiner commença l'école, tout d'abord à Ketting, ensuite à Augustenborg et plus tard à l'école de Sønderborg.
Le 1er avril 1902 à 18 ans, il rejoint la Kaiserliche Marine (marine impériale) comme cadet sur le SMS Moltke.
Le 15 août 1902, il sauve un matelot de la noyade dans le port de Swinemündes et reçoit sa première décoration, la Médaille de sauvetage prussienne sur ruban.
En 1903, Valentiner rejoint l'école navale où il suit de nombreux cours (en particulier la plongée), sa matière favorite. Il finit son éducation sur le SMS Hansa. Le 14 mai 1903 il sauve un marin d'une mort certaine des vagues dans l'archipel d'Heligoland. La médaille de l'ordre de la Couronne lui est décernée pour son courage et sa bravoure dans l'action.
Le 29 septembre 1905, il est promu Leutnant zur See et en 1907, il devient officier sur le SMS Braunschweig. Il est encore promu le 30 mars 1908 Oberleutnant zur See. De 1908 à 1910, Valentiner est commandant de compagnie à Kiel.
En 1911, Valentiner devient officier sur le bateau de sauvetage SMS Vulkand. Le 17 janvier 1911 sur ce bateau, il sauve 30 hommes de l'U-3 en les poussant hors du tube de torpille après qu'il a été détruit dans le port de Kiel à cause d'une mauvaise fermeture de la valve dans l'axe de ventilation. Parmi les sauvés, se trouve Otto Weddigen commandant de l'U-9 et Paul Clarrendorf, le commandant d'U-initialisation-Abnahme-Kommando à Kiel. Valentiner reçoit l'Ordre de la Couronne de 4e classe pour cette mission de sauvetage.
Le 1er juillet 1911, Valentiner prend le commandement du nouveau U-Boot, U-10. À bord, il montre un grand savoir et une hardiesse incroyable. Sur une simple manœuvre de formation, il coule plusieurs bateaux avec des torpilles perforantes sans jamais être aperçu. Il a littéralement changé la vision allemande sur la guerre sous-marine.
Le 22 mars 1914, Valentiner est nommé Kapitänleutnant et neuf jours plus tard il devient professeur à l'école des U-Boote de Kiel, une position qu'il tient jusqu'à la Première Guerre mondiale le 4 août 1914 où le Royaume-Uni déclare la guerre à l'empire allemand.

### Première Guerre mondiale
Quand la Première Guerre mondiale éclate, Valentiner prend le commandement de l'U-3, l'U-Boot avec lequel il avait sauvé 30 hommes de la mort trois ans plus tôt. Ses ordres sont de détruire les vaisseaux de guerre russes en mer Baltique mais il échoue, et blâme le vieux U-Boot qui n'a pas les possibilités des nouveaux U-Boote de la Kaiserliche Marine. Valentiner rejoint sa base sans aucun succès et est destitué le 27 octobre 1914. Il est envoyé à Berlin pour faire un rapport au prince Henri de Prusse et explique les problèmes des anciens U-Boote. Le prince est furieux et l'exile.
Quand Valentiner revient à Kiel, il est étonné de découvrir qu'il prend le commandement du tout nouveau U-Boot, l'U-38. On lui permet également de choisir ses propres officiers de l'école des sous-mariniers.
À partir du 5 décembre 1914 au 15 septembre 1917, Valentiner est posté à l'U-Halbflottille/U-Flottille Pola dans la province autrichienne de Monténégro dans la base de Cattaro. C'est là qu'ont lieu toutes les activités allemandes d'U-Boote en Méditerranée. Jusqu'à la fin mars 1915, l'U-38 rencontre quelques problèmes avec son moteur diesel et des réparations sont effectuées. La formation des nouveaux servants a lieu entre les réparations près de la côte est britannique, considérée comme plus sûre et plus simple pour la formation.
À compter du mois d'avril 1915, l'U-38 commence à patrouiller en Méditerranée orientale et le 30 décembre 1915, Valentiner aux commandes du U-38 coule le paquebot britannique SS Persia (en), sans avertissement. Le bateau faisait route de Londres vers l'Inde avec escale à Marseille. Il y avait à bord une véritable fortune en or et en gemmes pour le maharaja indien Jagatjit Singh. Le bateau faisait escale à Marseille car il avait été averti du danger des U-Boote allemands en Crète. Il y avait également plusieurs automobiles de luxe Rolls Royce et l'actrice Eleanor Velasco Thornton (en) qui avait posé pour l'ornement du capot connu sous le nom de spirit of Ecstasy. Elle s'est noyée ainsi que 343 passagers des 519 à bord. Après l'attaque, Valentiner est placé sur la liste alliée des criminels de guerre. En Prusse, on lui attribue la croix du chevalier et les épées de l'Ordre royal de Hohenzollern le 14 mai 1916.
Le 3 décembre 1916, Valentiner part avec l'U-38 dans l'archipel de Funchal à Madère et coule 3 bateaux ennemis. Pour ce succès, il est récompensé le 26 décembre de la croix Pour le Mérite.
Le 15 septembre 1917, Valentiner laisse l'U-38 à Cattaro et revient à Kiel pour qu'on lui attribue le tout nouveau U-157. À l'origine c'est au Kapitänleutnant Rabe von Pappenhein à qui l'U-157 devait être attribué mais pour des raisons inconnues, cet ordre fut changé. Avec l'U-157, Valentiner entreprend la plus longue croisière de la guerre : du 27 novembre 1917 au 15 avril 1918, un total de 139 jours. Durant cette croisière, il coula 150 bateaux pour un tonnage d'environ 300 000 tonnes.
Après le renvoi de son U-157, il retourne de nouveau à l'école des sous-marinier enseigner à de nouveaux submariners et donne également ses conseils pour la mise en construction du nouveau U-143. Plus rapide, avec un temps de plongée grandement amélioré, il n'a toutefois jamais été terminé ni envoyé en action.

### Entre-deux-guerres
Impliqué dans quinze situations avec des navires français, britanniques, et italien, Valentiner est accusé de « comportement cruel et inhumain envers les équipages » dans différentes attaques de bateaux. À l'issue de la Première Guerre mondiale, les alliés exigèrent l'extradition de tous les militaires allemands considérés comme criminels de guerre. Afin d'échapper aux poursuites, ceux-ci démissionnaient et disparaissaient pendant un moment, ce que fit Valentiner.
Il s'est ensuite rendu à Berlin et y a été radié de la liste des officiers navals, acquérant une nouvelle identité, sous le nom de Karl Schmidt. Il en profite pour voyager en Prusse et va vivre dans le domaine de Kadinen (en), que son père dirigeait alors, où il attend la fin des extraditions. Il retourna par la suite à Kiel.
Conséquence de la signature du Traité de Versailles, tous les U-Boote sont démantelés.
La carrière militaire de Valentiner prit ainsi fin, peu après sa promotion au grade de Korvettenkapitän (capitaine de corvette).
Valentiner a mis sur pied une petite compagnie à Kiel, marchand de pièces de moteurs. Plus tard, il devient armateur, et travailla pour Drägerwerk (équipement de plongée) à Lübeck et Adeltwerke (de) à Eberswalde au nord-ouest de Berlin.

### Seconde Guerre mondiale
En janvier 1940, Valentiner est nommé commandant de groupe de la Commission d'homologation des sous-marins (U-Boots-Abnahmekommision (UAK)) pour le secteur de Kiel-Danzig, un poste qu'il occupe jusqu'en mars 1945. Le 1er janvier 1941, il est promu Kapitän zur See. Le 31 mars 1945, il se retire de la Kriegsmarine.

### Derniers jours
Le 19 juillet 1949 , Max Valentiner meurt à l'hôpital de Sønderborg d'une infection pulmonaire, probablement due à l'inhalation des vapeurs toxiques des moteurs dans les premiers U-Boote, U-10 et U-3.